# Kirta
Kirta – legendarny król hurycki, uważany za założyciela dynastii władców Mitanni. Brak jest jakichkolwiek źródeł pisanych o nim. Żył prawdopodobnie około 1500 lat p.n.e. (domniemany okres panowania 1500 p.n.e. – 1490 p.n.e.). 
Epos o Kerecie znany z glinianych tabliczek znalezionych w Ugarit, opowiada historię bliskiego wygaśnięcia rodu królewskiego króla Kereta (Kirty?). Wszystkie jego dzieci poumierały, a żona opuściła go. We śnie bóg-stwórca, El, poradził mu, aby zwrócił się o pomoc do boga deszczu, Baala, a następnie zorganizował wyprawę w poszukiwaniu nowej żony. W czasie podróży Keret trafił do świątyni bogini Asherah, której obiecał postawić w ofierze złoty posąg, jeśli uda mu się znaleźć żonę. Keret znalazł żonę, z którą miał kilkoro dzieci, ale zapomniał o obietnicy danej bogini Asherah. Asherah ukarała Kereta ciężką chorobą, ale bóg El jeszcze raz przyszedł mu z pomocą. Wszystkie dzieci cieszyły się z powrotu ojca na tron poza najstarszym synem, Yassibem, który chciał przejąć tron po ojcu. Keret wyklął syna i na tym tekst się kończy.